# Dassault Systèmes
Dassault Systèmes (francouzsky [daˈso sistem]) je softwarová firma specializovaná na 3D a PLM řešení. Společnost vyvíjí softwarové aplikace určené pro Product Lifecycle Management (PLM, česky řízení životního cyklu výrobku), určené 11 odvětvím. Na trhu působí od roku 1981. Dassault Systèmes nabízí trojrozměrnou vizi celého životního cyklu produktu včetně návrhu, testování, údržby a recyklace.
Portfolio Dassault Systèmes zahrnuje produkty: CATIA (pro virtuální navrhování), SolidWorks (pro trojrozměrný mechanický design), DELMIA (pro virtuální výrobu), SIMULIA (pro virtuální testování), ENOVIA (pro řízení životního cyklu produktů), 3DVIA (pro trojrozměrnou „živou zkušenost“) a Exalead (pro podnikové vyhledávání).